# デ・アデラールスホルスト
デ・アデラールスホルスト（De Adelaarshorst）は、オランダ・オーファーアイセル州デーフェンターにあるサッカー専用スタジアム。1920年の開場以来ゴー・アヘッド・イーグルスのホームスタジアムとして使用されている。

## 概要
1920年に建設されたスタジアム。1965年9月29日にはスコットランドのセルティックFCとの試合で観客数25,000人を記録し、スタジアムの最多収容人数記録を塗り替えた。その後はFIFAによる立ち見席の規制などを受け、安全性の観点から収容人数を抑え始めたものの、2015年の改装後には国内最大となる2,100人の屋根付き立ち見スタンドが誕生した。

## 開催された主なイベント
- 1974 FIFAワールドカップ予選
  - 1973年8月29日 :  オランダ 8-1  アイスランド

- UEFA U-21欧州選手権2017予選
  - 2015年9月4日 :  U-21 オランダ 4-0  U-21 キプロス

- 国際親善試合
  - 2013年10月14日 :  U-21オランダ 0-3  U-21 オーストリア

## ギャラリー

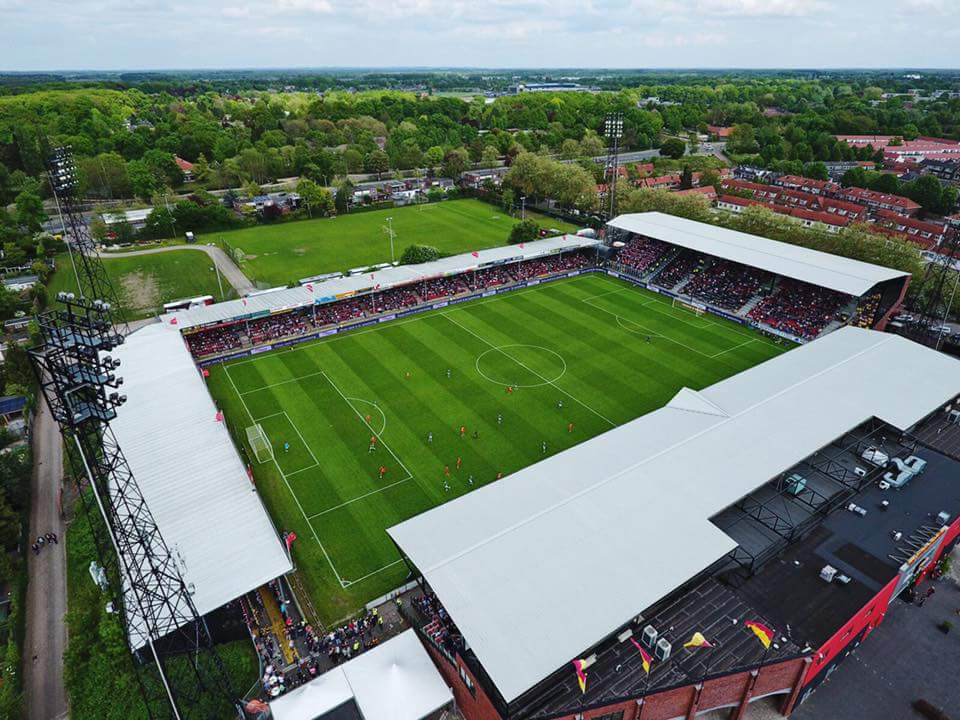
空撮
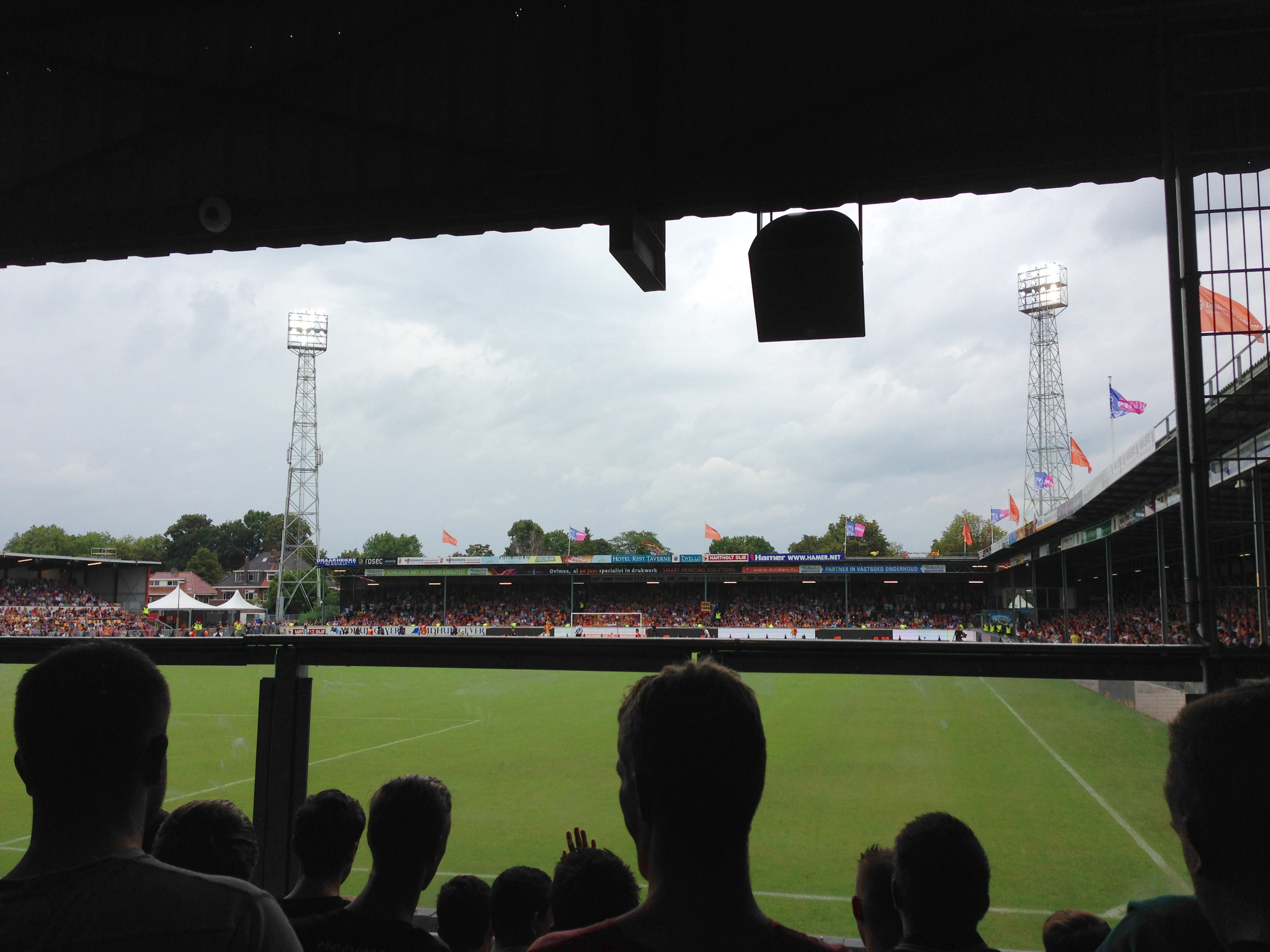
観客席からの眺め
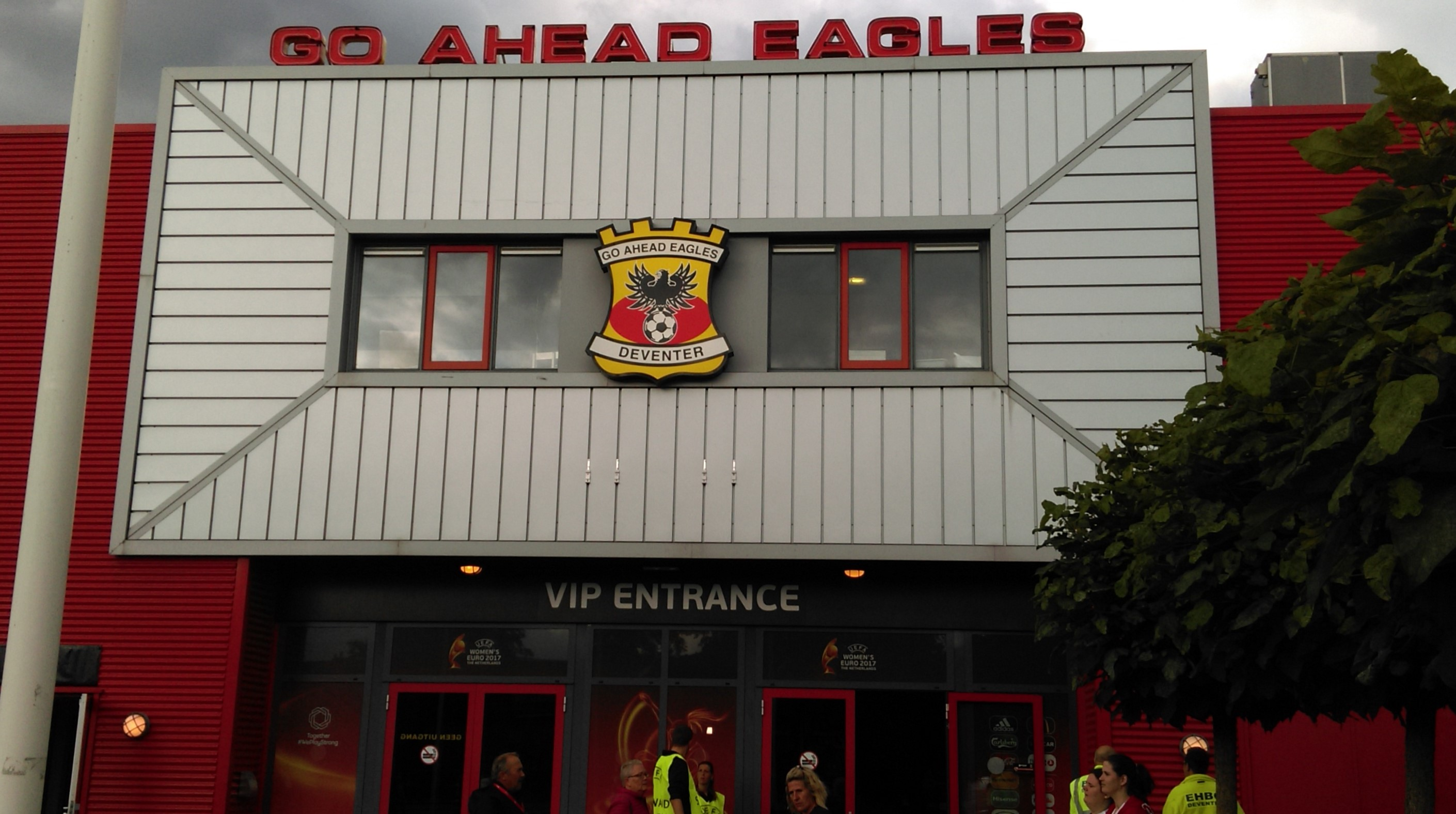
正面玄関にあるエンブレム